# Konditorei Zauner

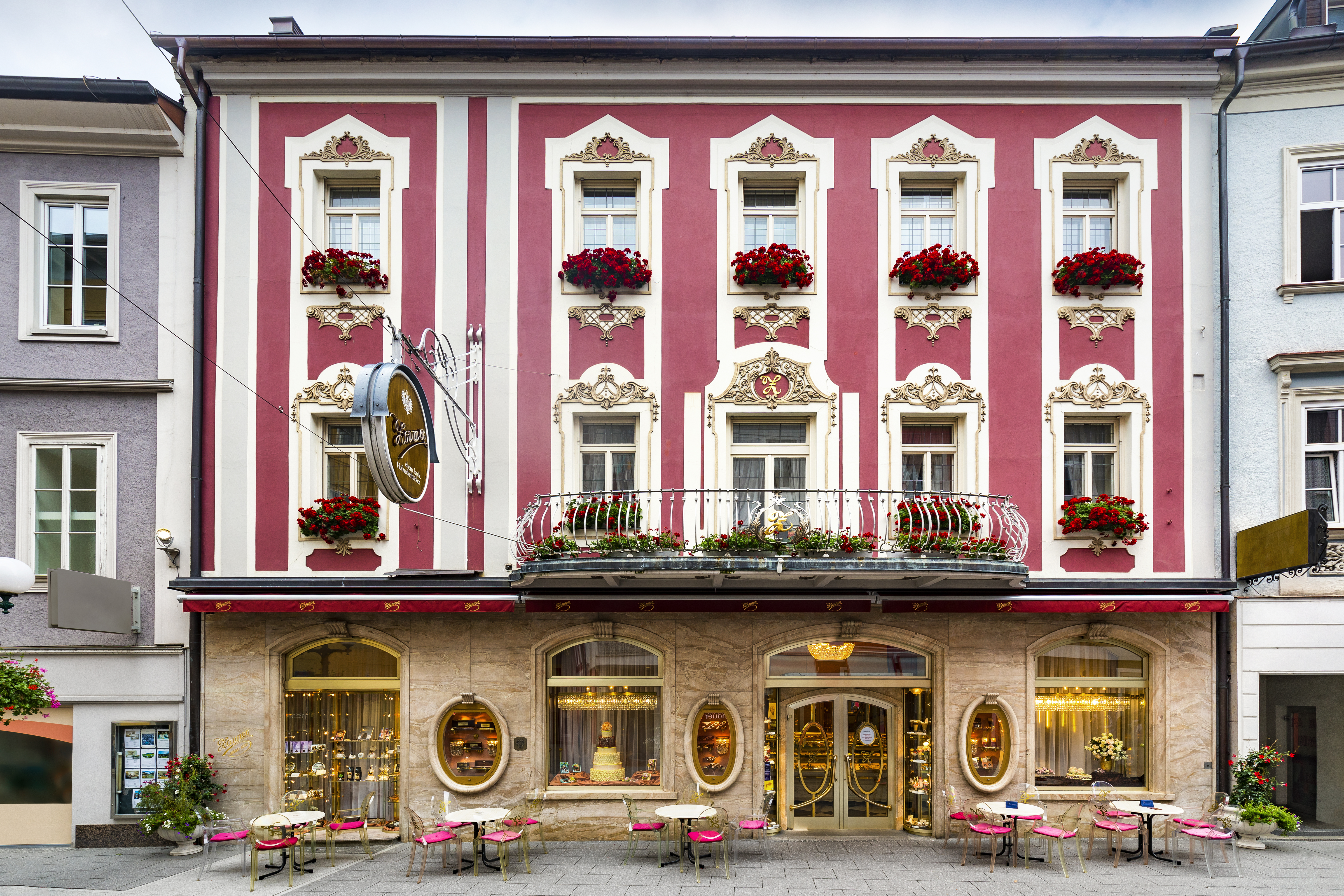
Konditorei Zauner: das Stammhaus in der Pfarrgasse

Die Konditorei-Kaffee Zauner in Bad Ischl ist eine traditionelle Konditorei in Österreich.

## Geschichte
Bad Ischl war im Sommerhalbjahr die Residenz des österreichischen Kaiserpaares und Mittelpunkt der Gesellschaft. Der Leibarzt von Kaiser Franz I., Franz de Paula Wirer Ritter von Rettenbach begann 1821 mit dem Aufbau Ischls zum berühmten Solekurort und holte daher noch im selben Jahr den Wiener Zuckerbäcker und Weinhändler Johann Zauner (1803–1868) als Hoflieferanten nach Ischl, da bis dahin kein den kaiserlichen Ansprüchen genügender Konditor in Ischl ansässig war.
Zunächst war Johann Zauner im „Wirerkeller“ (heute „Zaunerkeller“) in der Maxquellgasse tätig. 1832 eröffnete er dann eine eigene Konditorei in der Pfarrgasse (das Stammhaus). Viele berühmte Gäste verkehrten dort, z. B. Johann Nestroy.
Karl Zauner (1846–1889) führte nach dem Tod des Vaters den Betrieb weiter und eröffnete, vier Jahre nach dem großen Brand von Ischl, im Jahr 1869 ein neues Gebäude, wieder in der Pfarrgasse. Auch Kaiserin Sisi, seit ihrer Hochzeit 1854 jährlich in Ischl, war zu Gast bei Karl Zauner. Die Vorliebe der Kaiserin für Süßes war bekannt. Zu der Zeit lernte auch Vincens Reschinsky bei Zauner, der später in Scheibbs die Konditorei Reschinsky eröffnete.
Karl Zauners Frau und Erbin Maria Anna (1850–1925) wanderte nach seinem Tod jedoch mit einem neuen Mann und ihrem jüngsten Sohn nach Amerika aus, die anderen neun Kinder ließ sie zurück. 1905 übergab sie nach Rückkehr jedoch den Betrieb endgültig an ihren inzwischen de facto bereits die Firma leitenden Sohn Viktor Zauner (1877–1950).
Unter Viktor Zauner erlebte die Konditorei ihre bis dahin größte Blütezeit. 1905 entstand unter seiner Führung und in Zusammenarbeit mit seinem Backstubenleiter Josef Nickerl der Original Zaunerstollen. Da Viktor Zauners Ehe kinderlos blieb, adoptierte er nach dem Tod seiner Frau 1944 die langjährige Mitarbeiterin Rosina Öfner.
1927 eröffnete Viktor Zauner das „Café Esplanade Zauner“, das ehemalige Café Walther. Das „Esplanade“ wurde zum Treffpunkt berühmter Operettenkomponisten (Franz Lehár und Leo Fall), Sänger (Leo Slezak und Richard Tauber) und Schriftsteller.
Kurz nach dem Zweiten Weltkrieg kam der vielfach international ausgezeichnete deutsche Konditor Richard Kurth (1908–1970) zum Zauner und heiratete später dessen Adoptivtochter. Mit der Konditorei Zauner ging es unter der Leitung von Kurth weiter aufwärts. 1958 wurde Kurth bei der Weltausstellung in Brüssel für die von ihm präsentierten „Ischler Törtchen“ eine Goldmedaille verliehen. 1959 komponierte Eugen Brixel eigens dazu den Konzertwalzer „Ischler Törtchen“.
Nach Kurths Tod führte zunächst seine zweite Frau Hildegard (1929–2019) den Betrieb weiter. Damit der traditionsreiche Hausname nicht verloren ging, änderte sie 1982 ihren Namen von Kurth in Zauner. 1987 adoptierte sie (auch diese Ehe war kinderlos) Josef Zauner (geb. Ferner, * 1948), der dann die Firmenleitung übernahm.
Josef Zauner ging nach seiner Meisterausbildung (deutscher und österreichischer Meisterbrief) mehrfach ins Ausland, u. a. nach Deutschland, Schweden, Ungarn, Israel und Japan. In Japan unterrichtet er an der Konditoreifachschule „Japan Cake- and Confiserie-College“, seit 1988 ist er dort Gastprofessor.
1978–1985 war Josef Zauner „Fernsehkoch“ in der ORF-Sendereihe „Häferlgucker“, 1995 „Fernsehkonditor“ in „Genießen erlaubt“ des Bayerischen Fernsehens (BR). Auch Josef Zauner errang zahlreiche Goldmedaillen bei internationalen Wettbewerben.
1980 verlieh die Republik Österreich der Konditorei Zauner in Anerkennung ihrer Verdienste das Recht zur Führung des österreichischen Staatswappens in Form der Staatlichen Auszeichnung.
1989 wurde der ehemalige Ballsaal im 1. Stock des Stammhauses als Jugendstilsalon wieder eröffnet. Bis 2010 fanden hier wöchentliche Operettencafés statt.
Im November 2020 übergab Josef Zauner die Geschäftsführung an Sohn Philipp Zauner, der die Konditorei in 7. Generation weiterführt.

## Spezialitäten
- Ischler Oblaten, kreiert von Josef Nickerl, Pâtissier beim „Zauner“. Er kam vom Karlsbader „Grandhotel Pupp“ zum Zauner (siehe auch „Karlsbader Oblaten“).
- Zaunerstollen: 1905 durch Weiterentwicklung aus den Ischler Oblaten entstanden.
- Schratt-Gugelhupf (auch: Germgugelhupf Franz Joseph): Das Originalrezept stammt von Katharina Schratt, der Freundin von Kaiser Franz Joseph I.; sie bestellte ihn für die tägliche Jause mit dem Kaiser, sozusagen als Rückversicherung, falls ihre eigenen Backkünste einmal versagen sollten.
- Ischler Törtchen: 1958 bei der Weltausstellung in Brüssel mit der Goldmedaille prämiert.
- Zaunerkipferl

## Trivia
- Namentliche Erwähnung im Schlager Wie Böhmen noch bei Öst’reich war: „Wie noch ganz Leitomischl / beim Zauner war in Ischl, …“